# ブライアン・ステイブルフォード

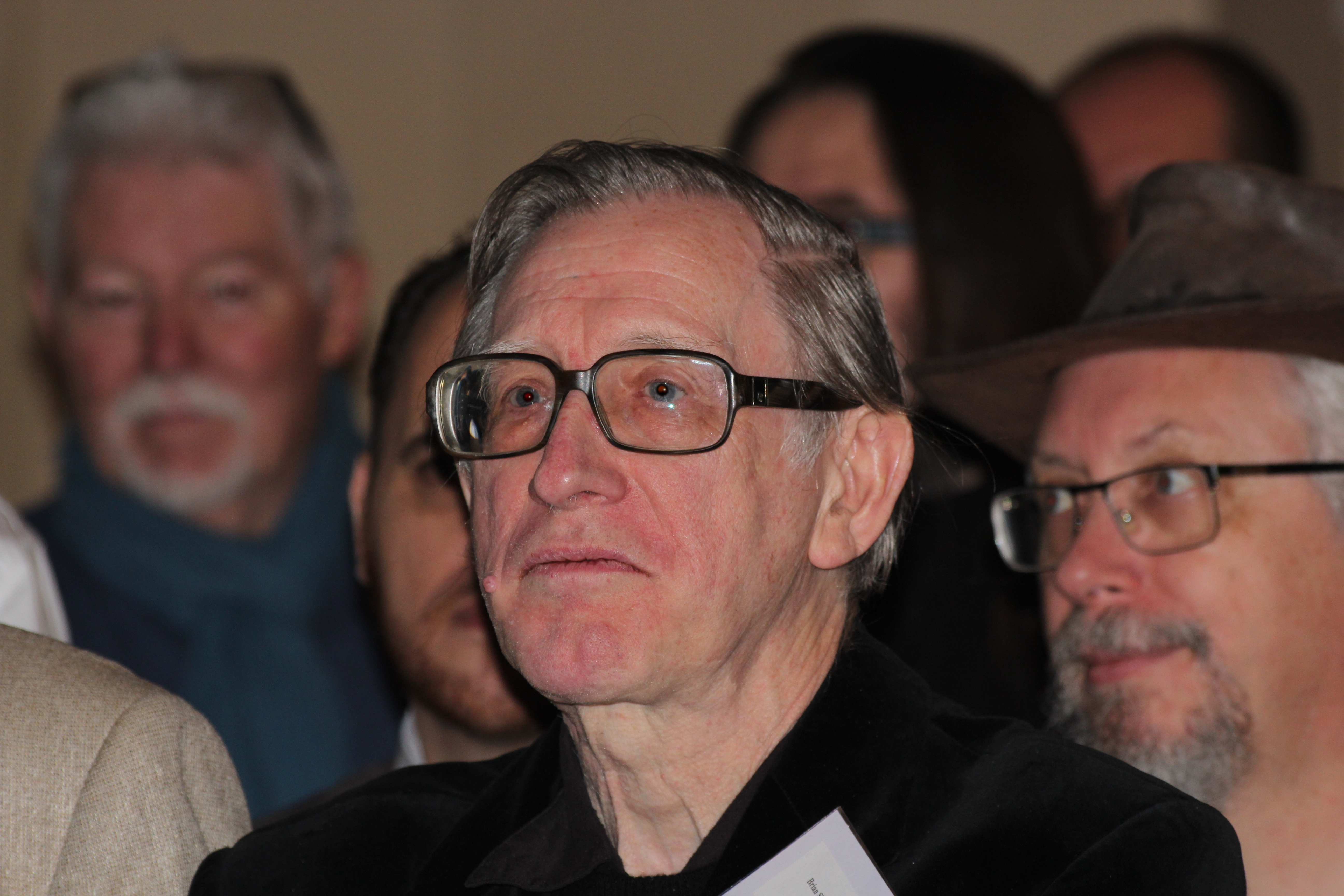
ブライアン・ステイブルフォード

ブライアン・ステイブルフォード（Brian Stableford, 1948年7月25日 - 2024年2月24日）は、イギリスの小説家、SF作家。

## 生涯
ヨークシャー州シプリー生まれ。ヨーク大学で生物学、社会学、哲学の学位を取得し卒業。リーディング大学社会学講師。 
1969年に長編『太陽の揺籠』 (Cradle in the Sun) でデビュー。
2024年2月24日に死去。76歳没。

## 作品リスト

### 宇宙飛行士グレンジャーの冒険
- 『ハルシオン・ローレライ』（Halcyon Drift、島岡潤平訳、サンリオSF文庫） 1980/4/5
- 『ラプソディー・イン・ブラック』 （Rhapsody in Black、島岡潤平訳、サンリオSF文庫） 1980/7/5
- 『プロミスト・ランド』（Promised Land、島岡潤平訳、サンリオSF文庫） 1981/12/30
- 『パラダイス・ゲーム』（The Paradise Game 、菊地秀行訳、サンリオSF文庫） 1982/2/15
- 『フェンリス・デストロイヤー』（The Fenris Device、菊地秀行訳、サンリオSF文庫） 1982/3/15
- 『スワン・ソング』（Swan Song、菊地秀行訳、サンリオSF文庫） 1982/5/15

### タルタロスの世界
- 『天国の顔』（The Realms of Tartarus 1、島岡潤平訳、サンリオSF文庫） 1979/4/5
- 『地獄の幻影』（The Realms of Tartarus 2、島岡潤平訳、サンリオSF文庫） 1979/9/10
- 『無限の煌き』（The Realms of Tartarus 3、島岡潤平訳、サンリオSF文庫） 1979/11/30

### 吟遊詩人オルフィーオの物語（B・クレイグ名義）
- 『ザラゴス』（Zaragoz、安田均・岡聖子訳、社会思想社現代教養文庫） 1992/3/31
- 『いまわしき死の使い』（Plague Daemon、岡聖子訳、社会思想社現代教養文庫） 1992/6/30
- 『嵐の戦士』（Storm Warriors、岡聖子訳、社会思想社現代教養文庫） 1993/1/1

### その他長編
- 『地を継ぐ者』（Inherit the Earth、嶋田洋一訳、ハヤカワ文庫） 2001/5/31
- 『ホームズと不死の創造者』（Architects of Emortality、嶋田洋一訳、ハヤカワ文庫) 2002/2/15

### ノンフィクション
- 『2000年から3000年まで』（The Third Millennium; A History of the World AD 2000 - 3000、デイヴィッド・ラングフォード共著、中山茂訳、パーソナルメディア） 1987/3

### 短編
- 「そして彼は生まれるのにいそがしくなかったので…」（And He Not Busy Being Born、増田まもる訳、S-Fマガジン 1992/6 No.428に掲載
- 「アッシャー家の成長」（The Growth of the House of Usher、金子浩訳、S-Fマガジン 1993/10 No.446に掲載
- 「枕もとの会話」（Bedside Conversations 、中村融訳、S-Fマガジン 1995/7 No.468に掲載
- 「インスマスの遺産」（The Innsmouth Heritage、大瀧啓裕訳、『インスマス年代記』スティーヴァン・ジョーンズ編、学研M文庫）に収載
- クトゥルフ神話